# De laatste droom
De laatste droom is het 41ste stripverhaal uit de reeks van De Rode Ridder. Het is geschreven door Willy Vandersteen en getekend door Karel Biddeloo. De eerste albumuitgave was in 1969.

## Het verhaal
Bahaal, de Prins der Duisternis slaagt erin het zwaard Excalibur van Koning Arthur te stelen. De Rode Ridder en Lancelot worden eropuit gestuurd om het terug te veroveren. De ridders dringen ongemerkt de burcht van Bahaal binnen en Johan kan verhinderen dat Bahaal het zwaard vernietigt. Ze vinden het zwaard en brengen het terug naar Camelot. Een groot leger onder leiding van Bahaal trekt nu ten strijde en Koning Arthur rijdt hem met zijn leger tegemoet. De koning geeft ridder Lancelot het bevel om over zijn vrouw Guinevere te waken maar hij kan niet verijdelen dat ze sterft door giftige dampen uit een vaas die aan Bahaal behoorde. Arthur ontvangt de boodschap van de dood van zijn gemalin net voor de strijd maar tracht de veldslag te vermijden door Bahaal uit te dagen voor een persoonlijk duel. Maar vooraleer dit duel kan beginnen stormt het leger van Bahaal naar voor waardoor een veldslag onvermijdelijk is. Tijdens de strijd komen Arthur en Bahaal tegenover elkaar te staan en wordt de Prins der Duisternis dodelijk gewond door de koning. Met zijn laatste krachten kan deze net voor hij sterft Koning Arthur doden. Het leger van Koning Arthur wint de strijd maar het einde van het tijdperk van de Ronde Tafel is aangebroken.

## Achtergronden bij het verhaal
- Het was de bedoeling dat in dit album Johan stierf en de reeks zou stopgezet worden. Zowel de lezers als Karel Biddeloo konden Willy Vandersteen overtuigen toch verder te gaan.